# Maria Antonina Kratochwil
Maria Antonina Kratochwil, al secolo Maria Anna Kratochwil (Ostrava, 21 agosto 1881 – Stanislav, 7 ottobre 1942) è stata una religiosa polacca, venerata come beata dalla Chiesa cattolica.

## Biografia
Maria Anna Kratochwil nacque vicino a Ostrava nel 1881 e nel 1901 entrò nella congregazione delle Suore scolastiche di Nostra Signora, prendendo i voti cinque anni più tardi con il nome di "Maria Antonina". Tra il 1906 e il 1909 e poi tra il 1910 e il 1917 insegnò il polacco in una scuola di Karviná; successivamente continuò a insegnare a Leopoli fino al 1925 e nei setti anni successivi diresse un collegio cattolico della zona. Nel 1931 si trasferì a Tłumacz per formare nuove consorelle, dirigendo un istituto per aspiranti suore scolastiche di Nostra Signora dal 1931 al 1939.
Dopo l'invasione sovietica della Polonia l'istituto fu chiuso e Maria Antonina e consorelle si trasferirono a Mikuliczyn tra il dicembre 1939 e il febbraio 1940. Anche questo convento fu chiuso dall'autorità sovietiche e alle suore fu vietato di indossare l'abito religioso. Il 9 luglio 1942, circa un anno dopo la conquista tedesca di Leopoli, Maria Antonina fu arrestata dalla gestapo insieme a sei consorelle; le sette religiose furono internate a Stanislav. Qui Maria Antonina fu barbaramente picchiata per aver protestato contro il trattamento inumano dei prigionieri ebrei. Le suore furono rilasciate nel settembre 1941, ma Maria Antonina, che non si era mai ripresa dal pestaggio e aveva contratto il tifo, morì cinque giorni dopo.

## Culto
Maria Antonina Kratochwil fu beatificata da Giovanni Paolo II il 13 giugno 1999 insieme ad altri 107 martiri polacchi.
La sua ricorrenza si celebra il 2 ottobre, anniversario della sua morte.